# Blas de Ayesa
Blas de Ayesa y Calvo Pérez de Luna y Sánchez de Castellar  Secretario de Cámara del Virrey de Nueva España (1686-1689) y después del Virrey del Perú (1689 -1704)  y Caballero de la Orden de Calatrava.

## Biografía
Nació en la villa navarra de Fustiñana, el día de san Blas, 3 de febrero de 1655 y fue bautizado en la parroquia de Fustiñana dos días después.
Su familia era originaria de Ejea de los Caballeros (Zaragoza): su padre Miguel de Ayesa y Pérez de Luna y su madre Isabel Ana Calvo y Sánchez de Castellar. Abuelos paternos: Martín y Catalina. Abuelos maternos: Gaspar Matías y Catalina 
Blas de Ayesa se consideró siempre hijo de Fustiñana. Sus importantes donaciones a la parroquia de su pueblo natal nos hacen pensar en un sólido vínculo afectivo con sus paisanos.

### Escribano de cámara del virrey
El 8 de julio de 1686 salió del puerto de Cádiz rumbo hacia Nueva España en la comitiva de don Melchor Portocarrero, Conde de la Monclova,  XXIX Virrey de Nueva España. Blas de Ayesa es su secretario de cámara, como se indica en el listado del pasaje de la nao. Viajó con su esposa, Catalina de Ponte y de Lacambra, natural de Madrid.
En mayo de 1689 se trasladó a Lima siguiendo al conde Melchor Portocarrero, que acababa de ser nombrado 23º virrey del Perú. Ejerció de secretario de cámara durante los dieciséis años en los que el conde de Monclova fue virrey hasta el 22 de septiembre de 1705, día que falleció el conde.
Ser "secretario o escribano de cámara" era un cargo muy importante el la corte virreinal de Lima.  Debía ser alguien de plena y absoluta confianza del virrey y por lo general, como en el caso de Blas de Ayesa, venía con el gobernante en su séquito.  Por sus funciones podía entrar en conflicto con el Secretario de la Gobernación del Virreinato y era el único que tenía acceso y se encargaba personalmente de la correspondencia confidencial entre el virrey y el monarca.
Aunque el séquito del conde llegó al puerto de Paita el 22 de junio de 1689 procedente de Acapulco, no hizo la entrada oficial en la corte de Lima hasta mediados del mes de agosto. Esta espera de mes y medio obedecía a un requisito protocolario de este virreinato por el que el nuevo virrey enviaba a un gentilhombre importante de su séquito a Lima que anunciaba la importante llegada y preparaba los fastos de bienvenida. Blas de Ayesa fue el encargado de adelantarse y asumir la embajada que anunció solemnemente la llegada del nuevo virrey.
En el inicio de mandato del virrey, la universidad de San Marcos de Lima obsequió al conde de la Monclova y su familia organizando un evento literario titulado "los cisnes del Rímac". Se celebró el 30 de octubre de 1689. El afamado profesor de leyes, Diego Montero del Águila, pronunció el discurso en nombre de toda la universidad.  En este evento importante, solemne bienvenida de la universidad al nuevo virrey,  participaron personajes importantes de la sociedad limeña, entre ellos, Blas de Ayesa quien declamó unos versos, endechas endecasílabas, ensalzando la maternidad de la esposa del virrey, doña Antonia Jiménez de Urrea. 
Su labor como escribano de cámara o secretario del virrey fue intensa. El virreinato pasaba por un periodo de reconstrucción después de sufrir en los años previos a su llegada, los terremotos de Lima y Callao de 1687. Una gran parte de la documentación oficial certificada llevará su firma.
Como anécdota, cabe señalar, su actuación en la reelección del mayordomo del Hospital de San Bartolomé de Lima. El cabildo de Lima elegía a un mayordomo para dirigir esta institución benéfica que atendía a 'gente de color libre'. Manuel Fernández Dávila, gran benefactor del mismo, ya que había invertido generosamente una gran cantidad de dinero en su reconstrucción y puesta en marcha pero en 1694, no quería continuar siendo mayordomo. El propio virrey, conde de Monclova, le envió especial recado escrito por medio de su secretario, Blas de Ayesa, que se leyó abiertamente en el Cabildo, siendo del tenor siguiente:

Señor mío: Aunque el Conde mi señor tiene encargado a Vuesa merced no se excuse de continuar en la Mayordomía del Hospital de San Bartolomé, sabiendo que hoy se hace la elección, me manda recordárselo pues no será bien que a virtud de lo que Vuesa merced ha obrado en beneficio de los pobres, con tanta satisfacción de SE, deje de proseguir en empleo que desean todos y muy particularmente SE, por el concepto que tiene hecho de la caridad de Vuesa merced, a quien Dios guarde muchos años. Lima, 31 de enero de 1694.Beso la mano de Vuesa merced su mayor servidor. D. Blas de Ayesa.

### Caballero de la Orden de Calatrava
En 1689 presentó su solicitud para el ingreso como caballero en la Orden de Calatrava. Los requisitos de ingreso exigían un examen minucioso de su genealogía (linaje) y de sus costumbres (nobleza) presentando, a su vez, actas notariales tanto de documentos (partidas de bautismo, matrimonio, legitimidad de los hijos..) como de testigos jurados.  Para el caso de Blas de Ayesa fueron D. Juan Domingo de Dicastillo, Caballero navarro, junto con fray Lorenzo de Ocáriz de Horcasitas, religioso profeso, ambos de la Orden de Calatrava, quienes realizaron el expediente de pruebas o proceso de hidalguía. Comenzaron el 20 de enero de 1690 en la villa de Fustiñana, dejando así constancia en el expediente que fueron elaborando y que acabaron en Zaragoza en febrero del mismo año. Blas de Ayesa fue nombrado caballero de la Orden de Calatrava en 1690,  por su linaje y sus servicios a la Corona, afirmando su estatus de hidalgo en la sociedad del antiguo régimen de España.

### Familia y vida en Lima, Perú
Blas de Ayesa viajó con su mujer, Catalina de Ponte, en 1686 desde Cádiz hasta México. 
En 1689 desde el puerto de Acapulco hasta Lima, donde se instaló definitivamente.
En Lima nacieron sus hijas: en 1690 Josefa Ayesa, en 1696 María Magdalena Teresa (bautizada en la iglesia del Sagrario), en 1698 Rosa María Valeria (bautizada en la iglesia del Sagrario) y en 1704 Teresa Ángela iglesia de San Marcelo).
En 1704 compró una casa que será residencia familiar hasta 1763.  Actualmente este inmueble, conocido como Casa Aspíllaga, es el Centro Cultural del Ministerio de Relaciones Exteriores del Perú.
Con la muerte del conde de Monclova dejó de ejercer su función de escribano pero siguió viviendo en Lima. Ocho años más tarde, el 19 de julio de 1713 redactó y firmó como escribano de cámara del virrey Portocarrero, y no sin gran esfuerzo el listado de criados y allegados provistos del conde de la Monclova; listado demandado para el juicio de residencia que la Corona imponía a todo alto funcionario en el antiguo régimen.
Sus coetáneos consideraron muy ventajoso el matrimonio con sus hijas y de ello hizo eco el Diario de Noticias de la Corte de Lima con fecha de 28 de mayor de 1702:

Casó el conde de Torre Blanca, don Luis Ibáñez, con la señora doña Ana de Ayesa, hija del secretario don Blas de Ayesa, que lo es de Su Majestad y de Su Excelencia, caballero del Orden de Calatrava.

Apenas tenemos noticia de sus empresas y ni de su fortuna después del fallecimiento del conde de Monclova, aunque en una escritura notarial registrada en Lima el 22 de agosto de 1713, el marqués de Casa Boza cede la mitad de la propiedad del navío La Sacra Familla a Blas de Ayesa.
Blas de Ayesa no volvió a su tierra natal y fue enterrado en alguna de las iglesias principales de Lima aproximadamente hacia el año 1720. Se conserva una carta dirigida a la abadesa del Monasterio de la Encarnación fechada en 1719.

## Relación con su villa natal
Blas de Ayesa siempre mantuvo una relación de gratitud con Fustiñana (Navarra), su villa natal. 
Prueba de ello fueron las importantes donaciones que él realizó antes y durante su presencia en América, a su parroquia, Asunción de Nuestra Señora de Fustiñana.
Juan Pascual Esteban Chavarría en sus "Memorias históricas de Fustiñana" sospecha que el altar de San Blas que se colocó en 1683 en esta iglesia parroquial se terminó de pagar con los dineros de Blas de Ayesa, dos años antes de su partida hacia Nueva España.
Desde Lima, remitió una custodia de plata peruana de estilo barroco fechada en 1693, así como numerosas alhajas de plata: "el día del Señor San Blas de 99 (se refiere al año 1699), celebróse una misa de orden de los Srs. regidores actuales hay intención de D. Blas de Ayesa natural de esta vª; en atención a que ay noticia envía a dha. iglesia algunas alajas de plata” 
Los regidores de la villa quisieron manifestar su agradecimiento estableciendo - con escritura pública - la fundación de dos aniversarios que deberían celebrarse el 3 y 4 de agosto de cada año y una misa que debería celebrarse el 3 de febrero en su memoria.
Una de las calles de la villa de Fustiñana lleva el nombre de Blas de Ayesa.